# یواس‌اس ریفرم (ای‌ام-۲۸۶)
یواس‌اس ریفرم (ای‌ام-۲۸۶) (به انگلیسی: USS Reform (AM-286)) یک کشتی بود که طول آن ۱۸۴ فوت ۶ اینچ (۵۶٫۲۴ متر) بود. این کشتی در سال ۱۹۴۴ ساخته شد.